# Rauher Berg
Rauher Berg är en bergstopp på gränsen mellan Liechtenstein och Österrike. Den ligger 9 km öster om Liechtensteins huvudstad Vaduz. Toppen på Rauher Berg är 2 108 meter över havet. Rauher Berg ingår i Rhätikon.